# Gethyum
Gethyum es un género de plantas herbáceas, perennes y bulbosas perteneciente a la familia Allioideae  de las amarilidáceas. Comprende dos especies, Gethyum atropurpureum y Gethyum cuspidatum
Está considerada un sinónimo del género Solaria.